# Hasan Agha
Hasan Agha (conosciuto anche come Hadım Hassan Ağa, Hadım significa eunuco in turco; Sardegna, 1486 – Algeria, 1545) è stato un rinnegato sardo e governatore effettivo della Reggenza di Algeri dal 1533 al 1545.
Il manoscritto del sedicesimo secolo noto come V, 248 della Biblioteca Nacional de España riporta che Hasan Agha nacque a Siniscola, dove fu rapito all'età di dieci anni dai pirati, viene inoltre menzionata la sua parentela con un altro rinnegato sardo, Alcaide Alì.

Divenne il vice di Hayreddin Barbarossa, che lo lasciò al comando quando dovette partire per Costantinopoli nel 1533..

## Dey di Algeri
Anche nel 1534, Hasan Agha continuò ad essere lasciato al comando di Algeri quando Barbarossa intraprese le sue campagne in Tunisia. Hasan Agha governò Algeri fino al 1545, mentre Barbarossa continuava ad essere di istanza ad Istanbul come comandante in capo della flotta ottomana. Appena nominato, Hassan Agha devastò le coste e le isole spagnole e italiane, facendo un enorme bottino. L'imperatore Carlo V, volendo combattere l'espansione barbaresca nel Mediterraneo, lanciò una spedizione punitiva contro Algeri.
Hasan Agha fu il comandante di Algeri durante la spedizione di Algeri del 1541, in cui il Barbarossa era assente e che finì con risultati catastrofici per Carlo V.
Grazie alla sua vittoria, Hassan Agha ha ottenuto il supporto di alcune popolazioni in Cabilia, Hodna, Zāb e Costantina Tuttavia, per altri, il raduno richiedeva l'uso della forza, in particolare quelli del Regno di Kuku, che erano legati agli spagnoli sconfitti a cui avevano fornito 2.000 uomini. Volendo punire il re di Kuku, Si-Ahmed Belkadi, Hassan Agha preparò un attacco per l'aprile 1542. Di fronte a un esercito di seimila uomini, Si-Ahmed Belkadi preferì riunirsi a Hassan Agha e pagargli un tributo in denaro e bestiame.
Nel 1543, Hassan Agha marciò su Tlemcen con un esercito di 14.000 uomini per sottomettere il re Moulay Ahmed, che aveva rotto la sua fedeltà al re di Algeri per allearsi con gli spagnoli. Il re di Tlemcen si sottomette a Hassan Agha che ritorna ad Algeri. Il generale spagnolo Don Martín de Córdoba y Velasco, decise di punire Moulay Ahmed per questo rovesciamento di alleanza. Sconfitto, Moulay Ahmed si rifugiò a Fes.

## Caduta in disgrazia
Durante i preparativi per la spedizione di Carlo V, Hassan Agha era entrato in contatto con emissari dell'imperatore. Quest'ultimo gli aveva offerto il titolo di pashalic di Algeri se avesse consegnato la città a condizione che l'imperatore la attaccasse con forze considerevoli. La sconfitta di Carlo V, dovuta principalmente alle pessime condizioni meteorologiche, permise a Hassan Agha di vincere la battaglia, ma Barbarossa, informato di questo possibile inganno, dubitò della lealtà di Hassan Agha.
Hassan Agha si era ammalato al ritorno da Tlemcen, la milizia di giannizzeri (Odjak) di Algeri elesse Hadji Pacià come successore di Hassan Agha. Ma Hadji Pacià governò solo per otto mesi, perché Barbarossa aveva ottenuto dal sultano di Costantinopoli la nomina di suo figlio Hassan come nuovo governatore di Algeri.